# Lactuca alpestris
Lactuca alpestris ist eine Pflanzenart aus der Gattung Lactuca in der Familie der Korbblütler (Asteraceae). Synonyme sind Scariola alpestris (Gand.) Holub und Lactuca viminea subsp. alpestris (Gand.) Feráková.

## Merkmale
Lactuca alpestris ist ein ausdauernder Schaft-Hemikryptophyt, der Wuchshöhen von 5 bis 25, selten bis 40 Zentimetern erreicht. Das Rhizom ist vielköpfig und dick. Der Stängel ist niederliegend. Im oberen Bereich ist er sparrig und seine Verzweigungen sind nicht verlängert. Die Blätter sind kurz herablaufend. Die Früchte sind 7 bis 8 Millimeter groß, der Schnabel 1 bis 1,5 Millimeter.
Die Blütezeit reicht von Juni bis Oktober.
Die Chromosomenzahl beträgt 2n = 18.

## Vorkommen
Lactuca alpestris ist auf Kreta endemisch. Die Art wächst in Phrygana, Geröllhalden und Igelpolsterheiden in Höhenlagen von selten ab 100, meist 900 bis 2300 Metern.

## Belege
1. ↑  Werner Greuter: Compositae (pro parte majore): Lactuca alpestris. In: Werner Greuter, Eckhard von Raab-Straube (Hrsg.): Compositae. Euro+Med Plantbase - the information resource for Euro-Mediterranean plant diversity. Berlin 2006–2009.
2. 1 2 3  Ralf Jahn, Peter Schönfelder: Exkursionsflora für Kreta. Mit Beiträgen von Alfred Mayer und Martin Scheuerer. Eugen Ulmer, Stuttgart (Hohenheim) 1995, ISBN 3-8001-3478-0, S. 337.
3. ↑  Lactuca viminea subsp. alpestris bei Tropicos.org. In: IPCN Chromosome Reports. Missouri Botanical Garden, St. Louis